# Cabrero
Cabrero – gmina w Hiszpanii, w prowincji Cáceres, w Estramadurze, o powierzchni 6,63 km². W 2011 roku gmina liczyła 371 mieszkańców.